# Öntjärnen
Öntjärnen är en sjö i Mora kommun i Dalarna och ingår i Dalälvens huvudavrinningsområde. Sjön har en area på 0,0648 kvadratkilometer och ligger 399,1 meter över havet. Sjön avvattnas av vattendraget Önån.

## Delavrinningsområde
Öntjärnen ingår i det delavrinningsområde (675232-141162) som SMHI kallar för Mynnar i Kättbosjön. Medelhöjden är 367 meter över havet och ytan är 13,29 kvadratkilometer. Det finns inga avrinningsområden uppströms utan avrinningsområdet är högsta punkten. Önån som avvattnar avrinningsområdet har biflödesordning 6, vilket innebär att vattnet flödar genom totalt 6 vattendrag innan det når havet efter 367 kilometer. Avrinningsområdet består mestadels av skog (83 procent). Avrinningsområdet har 0,06 kvadratkilometer vattenytor vilket ger det en sjöprocent på 0,5 procent.